# Kaplica św. Jacka w Oświęcimiu
Kaplica św. Jacka w Oświęcimiu – dawny kapitularz klasztoru dominikańskiego z pierwszej połowy XIV wieku. Jej wezwanie - św. Jacka - nawiązuje do tradycji dominikańskiej. Usytuowana jest na południe od Kościoła Matki Bożej Wspomożenia Wiernych. Zbudowana z cegły, prostokątna, dwuprzęsłowa, sklepiona krzyżowo z żebrami. Profil żeber jest nieskomplikowany, zworniki sklepienne są okrągłe, wsporniki o formie ostrosłupa. Pod kaplicą znajduje się krypta. Prawdopodobnie jest ona miejscem pochówku panów oświęcimskich, m.in. księcia Władysława I oświęcimskiego i jego żony Eufrozyny – fundatorów klasztoru. Na zewnątrz kaplica opięta jest szkarpami. W elewacjach wschodniej, południowej i północnej po dwa okna, zamknięte łukiem półokrągłym. Jedyne wejście od strony zachodniej, drzwi metalowe z blachy, półokrągłe. Wewnątrz znajduje się epitafium zmarłego w 1656 Mikołaja Mstowskiego.
Podczas najazdu szwedzkiego założenie klasztorne zamieniono na koszary. Potem zniszczenia dopełnił pożar miasta w 1863. W czasie restauracji w 1894 kaplica nakryta została dachem siodłowym, zamkniętym szczytami z wnękami. Projekt architektoniczny restauracji kaplicy, jak i kościoła, wykonał krakowski architekt Sławomir Odrzywolski-Nałęcz.

## Galeria zdjęć

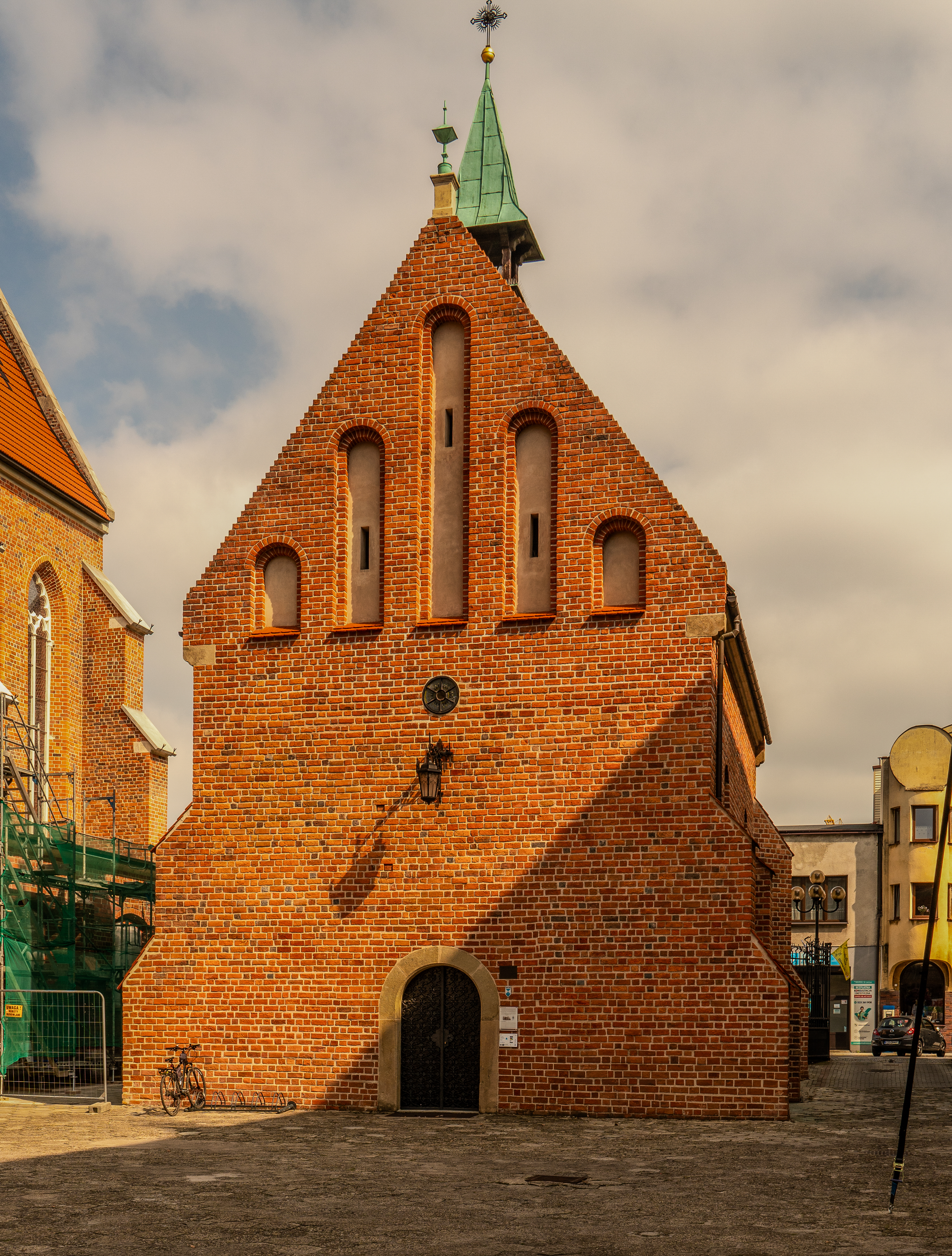
Kaplica pw. św. Jacka Odrowąża
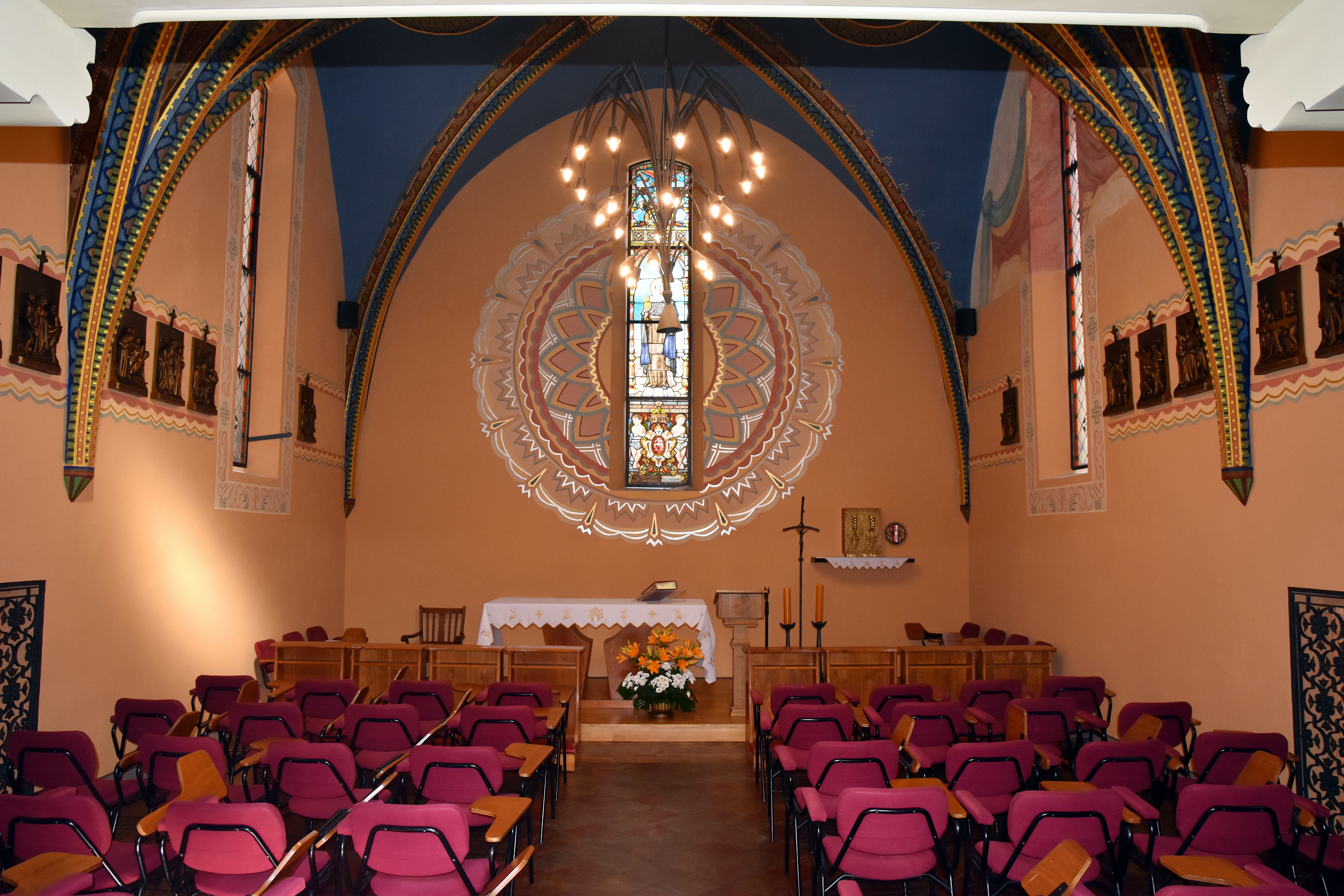
Wnętrze kaplicy
Portal